# کلبه ساحلی
کلبه ساحلی (ایتالیایی: Casotto) یک فیلم کمدی ایتالیایی به کارگردانی سرجو چیتی است که در سال ۱۹۷۷ منتشر شد. این فیلم در بخش بازبینی کمدی‌های ایتالیایی در شصت و هفتمین جشنواره بین‌المللی فیلم ونیز به نمایش درآمد.

## بازیگران
- جودی فاستر
- جیجی پرویتی
- اوگو تونیاتسی
- پائولو استوپا
- ماری‌آنجلا ملاتو
- کاترین دنو
- میکله پلاچیدو
- فرانکو چیتی
- کارلو کوروکولو
- نینتو داولی
- ماسیمو بونتی
- فلورا کارابلا
- جانی ریتسو
- فرانکا اسکانیه‌تی
- اولا یوهانسن